# Lijst van theologen
Deze lijst bevat een opsomming  van personen die theologisch hun sporen hebben getrokken in de geschiedenis van de christelijke kerk; het hoeft hierbij niet noodzakelijkerwijs in alle gevallen om theologen te gaan, ook anderen kunnen hun inbreng hebben geleverd (bijvoorbeeld bepaalde filosofen of niet-theologisch geschoolde christenen).
Niet alleen diegenen die positief hebben bijgedragen aan allerlei theologische ontwikkelingen worden genoemd, ook diegenen die van negatieve invloed zijn geweest staan vermeld. De min of meer gebruikelijke periodisering wordt gehanteerd waarbij moet worden beseft dat de grenzen tussen de verschillende periodes niet scherp kunnen worden afgebakend en daarom ten dele een zekere overlap vertonen.
Er zijn vier indelingen gemaakt, de eerste betreft de tijd van de christelijke kerk in haar beginstadium die zo tegen de tijd van keizer Karel de Grote overgaat in die van de middeleeuwse theologie die op haar beurt in de vijftiende eeuw wordt opgevolgd door het christelijk humanisme, met in de zestiende eeuw de protestantse Reformatie en als tegenreactie de rooms-katholieke Contrareformatie. In de 17e eeuw volgen uitlopers hiervan zoals Nadere Reformatie en jansenisme en komen tevens theologen op die zijn beïnvloed door het rationalisme. Tot slot begint in de loop van de 18e eeuw de tijd van de huidige theologie.

## Vroege kerk (100-750)
- Jezus van Nazareth (circa 1-circa 30)
- Marcus de evangelist (circa 1-63)
- Simon Petrus (?-circa 64)
- Paulus van Tarsus (circa 3-circa 64 of 67)
- Lucas de evangelist (1e eeuw)
- Johannes de evangelist (?-circa 110)
- Mattheüs de evangelist (1e eeuw)
- Ambrosius (340-397)
- Antonius van Egypte of Antonius de Kluizenaar (252-356)
- Apollinarius van Laodicea (310-circa 392)
- Arius circa (250-336)
- Athanasius (circa 296-circa 373)
- Aurelius Augustinus (354-430)
- Basilius de Grote circa (329-379)
- Benedictus van Nursia (480-547)
- Clemens van Alexandrië (150-circa 215)
- Clemens van Rome (?-101)
- Johannes Chrysostomus circa (349-407)
- Cyprianus van Carthago (210-258)
- Johannes Damascenus (circa 675-circa 749)
- Eusebius (263-339)
- Gregorius de Grote (circa 540-604)
- Gregorius van Nazianze (329-389)
- Gregorius van Nyssa (circa 329-390)
- Hiëronymus circa (340-420)
- Hippolytus van Rome (circa 165-235)
- Ignatius van Antiochië (circa 50-107)
- Irenaeus van Lyon (120-202)
- Justinus de Martelaar (110-165)
- Nestorius circa (381-451)
- Origenes (185-253)
- Pachomius (292-348)
- Pelagius (360?-435?)
- Polycarpus (70)-circa 156
- Tertullianus (145-240)
- Theodoretus van Cyrrhus (393-458)/466
- Vincentius van Lérins overleden 434/450

## Middeleeuwen (750-1400)
- Petrus Abaelardus (1079-1142)
- Alger van Luik (circa 1060-1131)
- Anselmus circa (1033-1109)
- Thomas van Aquino (1225-1274)
- Franciscus van Assisi (circa 1181-1226)
- Roger Bacon (circa 1212-circa 1292)
- Bonaventura (circa 1217-1274)
- Arnold van Brescia (?-1155)
- Bernardus van Clairvaux (1090-1153)
- Petrus Comestor (ca. 1100-1179)
- Meester Johannes Eckhart (circa 1260-1327)
- Gregorius VII (circa 1021-1085)
- Geert Grote (1340-1384)
- Dominicus Guzman (1170-1221)
- Jan Hus (1370-1415)
- Thomas a Kempis (1380-1471)
- Lanfranc van Bec (circa 1010-1089)
- Stephen Langton (circa 1150-1228)
- Petrus Lombardus (circa 1095-1160)
- Petrus Cantor (circa 1150-1197)
- Albertus Magnus (circa 1200-1280)
- Simeon de Nieuwe Theoloog
- Willem van Ockham (circa 1290-1349)
- Antonius van Padua (1195-1231)
- Gregorius Palamas (circa 1296-1359)
- Jan van Ruusbroec (1293-1381)
- Johannes Duns Scotus circa 1268-1308)
- John Wyclif (1330-1384)

## Humanisme, (Contra-)Reformatie en overig (1400-1600)

### Humanisme
- Nicolaus Cusanus (1401-1464)
- Martinus Dorpius circa (1485-1525)
- Desiderius Erasmus circa (1467-1536)
- Michel de Montaigne (1533-1592)
- Thomas More (1478-1535)
- Faustus Socinus (1539-1604)
- Dirck Volkertsz. Coornhert (1522-1590)

### Reformatie
- Menso Alting (1541-1612)
- Jacobus Arminius circa (1559-1609)
- Jan Beukelsz
- Theodorus Beza (1519-1605)
- Jörg Blaurock
- Robert Browne circa (1550-1633)
- Martin Bucer (1491-1551)
- Heinrich Bullinger (1504-1575)
- Johannes Calvijn (1509-1564)
- Johannes Campanus (1500-1575)
- Sébastien Castellio(1515-1563)
- Hans Denck circa (1500-1527)
- Sebastian Franck (1499-1542)
- Franciscus Gomarus (1563-1641)
- Conrad Grebel circa (1498-1526)
- Hugo de Groot (1583-1645)
- Melchior Hoffman
- Richard Hooker
- Balthasar Hubmaier (1485-1528)
- Hans Hut (1490-1527)
- Jakob Hutter
- David Joris
- Andreas Karlstadt
- John Knox (1505/13/14-1572)
- Maarten Luther (1483-1546)
- Felix Mantz
- Pilgram Marbeck circa (1495-1556)
- Jan Matthijs
- Philippus Melanchthon (1497-1560)
- Thomas Münzer circa (1490-1525)
- Anton Praetorius (1560-1613)
- Johannes Reuchlin (1455-1522)
- Albertus Risaeus (1510-1574)
- Michaël Sattler
- Kasper Schwenckfeld
- Michael Servet (1511-1553)
- Menno Simons circa (1496-1561)
- Willem Teellinck (1579-1629)
- Jan Tripmaker
- William Tyndale circa (1494-1536)
- Gisbertus Voetius (1589-1676)
- Gerardus Johannes Vossius (1577-1649)
- Huldrych Zwingli (1484-1531)

### Contrareformatie
- Paus Pius V (1504-1572)
- Theresia van Ávila (1515-1582)
- Philippus Neri (1515-1595)
- Caesar Baronius (1538-1607)
- Carolus Borromaeus (1538-1584)
- Robertus Bellarminus (1542-1621)
- Petrus Canisius (1521-1597)
- Melchior Cano (1509-1560)
- Johannes Eck (1486-1543)
- Cornelius Jansenius (1585-1638)
- Johannes van het Kruis (1542-1591)
- Ignatius van Loyola (1491-1556)
- Francisco Suarez (1548-1617)

### Overig
- René Descartes (1596-1650)
- Thomas Hobbes (1588-1679)

## Nieuwe tijd (1600-heden) (gerangschikt op jaar)

### Geboren 17e eeuw
- Theodorus à Brakel (1608-1669)
- Antoine Arnauld (1612-1694)
- Johannes Hoornbeeck (1617-1666)
- Jodocus van Lodenstein (1620-1677)
- Blaise Pascal (1623-1662)
- John Bunyan (1628-1688)
- Jacobus Koelman (1631-1695)
- John Locke (1632-1704)
- Balthasar Bekker (1634-1698)
- Wilhelmus à Brakel (1635-1711)
- Joannes Roucourt (1636-1676)
- Gottfried Wilhelm von Leibniz (1646-1716)
- Matthew Tindal (1657-1733)
- Matthew Henry (1662-1714)
- John Toland (1670-1720)
- Christian Wolff (1679-1754)
- George Berkeley (1685-1753)
- Emanuel Swedenborg (1688-1772)
- Wilhelmus Schortinghuis (1700-1750)
- Nikolaus Ludwig Graf von Zinzendorf (1700-1760)

### Geboren 18e eeuw
- Jonathan Edwards (1703-1758)
- John Wesley (1703-1791)
- Theodorus van der Groe (1705-1784)
- Alexander Comrie (1706-1774)
- David Hume (1711-1776)
- George Whitefield (1714-1770)
- Immanuel Kant (1724-1804)
- Gotthold Ephraim Lessing (1729-1781)
- Johann Georg Hamann (1730-1788)
- Johann Gottfried von Herder (1744-1803)
- Friedrich Leopold zu Stolberg-Stolberg (1750-1819)
- Antonius van Gils (1758-1834)
- Johann Gottlieb Fichte (1762-1814)
- Helperus Ritzema van Lier (1764-1793)
- Friedrich Schleiermacher (1768-1834)
- Georg Wilhelm Friedrich Hegel (1770-1831)
- Rammohun Roy (1772-1833)
- Alessandro Manzoni (1785-1873)
- Ferdinand Christian Baur (1792-1860)
- Richard Rothe (1799-1867)
- Lars Levi Læstadius (1800-1861)

### Geboren 1e helft 19e eeuw
- Hendrik de Cock (1801-1842)
- Brigham Young (1801-1877)
- Christian Hermann Weisse (1801-1866)
- Petrus Hofstede de Groot (1802-1886)
- Hermann Friedrich Kohlbrugge (1803-1875)
- Egidius Vogels (1804-1877)
- David Friedrich Strauss (1808-1874)
- Johannes Henricus Scholten (1811-1885)
- Søren Kierkegaard (1813-1855)
- Robert Govett (1813-1901)
- Konstantin von Tischendorf (1815-1874)
- Johannes Jacobus van Oosterzee (1817-1882)
- Daniël Chantepie de la Saussaye (1818-1874)
- C.W. Opzoomer (1821-1892)
- Albrecht Benjamin Ritschl (1822-1889)
- Bernhard Weiss (1827-1918)
- Abraham Kuenen (1828-1891)
- Lodewijk Willem Ernst Rauwenhoff (1828-1889)
- William Booth (1829-1912)
- Johannes Hermanus Gunning (1829-1905)
- Allard Pierson (1831-1896)
- Heinrich Julius Holtzmann (1832-1910)
- Abraham Kuyper (1837-1920)
- Dwight L. Moody (1837-1899)
- Keshub Chunder (1838-1884)
- Julius Wellhausen (1844-1918)
- I.J. de Bussy (1846-1920)
- Johann Wilhelm Herrmann (1846-1922)

### Geboren 2e helft 19e eeuw
- Adolf von Harnack (1851-1930)
- Charles Taze Russell (1852-1916)
- Jan Kronenburg (1853-1940)
- Herman Bavinck (1854-1921)
- Joseph Alberdingk Thijm (1855-1908)
- S. Hoekstra Bzn. (1857-1892)
- Charles de Foucauld (1858-1916)
- Alfred North Whitehead (1861-1947)
- Brahmabandhab Upadhyaya (1861-1907)
- Ernst Troeltsch (1865-1923)
- Karl Eschweiler (1866-1936)
- Johannes de Heer (1866-1961)
- H.Th. Obbink (1869-1947)
- Edward Ames (1870-1958)
- Saekle Greijdanus (1871-1948)
- Joelijan Dzerovytsj (1871-1943)
- Oepke Noordmans (1871-1956)
- Adrianus van Veldhuizen (1871-1937)
- Louis Berkhof (1873-1957)
- Charles Fox Parham (1873-1929)
- Gerard Wisse (1873-1957)
- Burnet Hillman Streeter (1874-1937)
- Philip Kohnstamm (1875-1951)
- Albert Schweitzer (1875-1965)
- Evan Roberts (1878-1950)
- Martin Buber (1878-1965)
- Gerrit Jan Heering (1879-1955)
- Jan Ridderbos (1879-1960)
- Johannes Geelkerken (1879-1960)
- Pierre Teilhard de Chardin (1881-1955)
- Gerrit Hendrik Kersten (1882-1948)
- Martin Dibelius (1883-1947)
- Rudolf Bultmann (1884-1976)
- Romano Guardini (1885-1968)
- Franz Rosenzweig (1886-1929)
- Paul Tillich (1886-1965)
- Karl Barth (1886-1968)
- Anne Zernike (1887-1972)
- Willem Banning (1888-1971)
- Josef Hromadka (1889-1969)
- Gerardus van der Leeuw (1890-1950)
- Klaas Schilder (1890-1952)
- Oswald von Nell-Breuning (1890-1991)
- Pieter Deddens (1891-1958)
- Karl Paul Reinhold Niebuhr (1892-1971)
- Martin Niemöller (1892-1984)
- Thomas Walter Manson (1893-1958)
- Kornelis Heiko Miskotte (1894-1976)
- Helmut Richard Niebuhr (1894-1962)
- Cornelis Steenblok (1894-1966)
- Johan Herman Bavinck (1895-1964)
- Marie-Dominique Chenu (1895-1990)
- Ignaz Maybaum (1897-1976)
- Johannes Jacob Buskes jr. (1899-1980)
- Toon Ramselaar (1899-1981)
- Bernard Alfrink (1900-1987)
- Willem Adolph Visser 't Hooft (1900-1985)

### Geboren 1e helft 20e eeuw
Jaren 0
- Oscar Cullmann (1902-1999)
- Watchman Nee (Nee Shu-Tsu) (1903-1972)
- Gerrit Cornelis Berkouwer (1903-1996)
- Yves Congar (1904-1995)
- Karl Rahner (1904-1984)
- Hans Urs von Balthasar (1905-1988)
- David du Plessis (1905-1987)
- Dietrich Bonhoeffer (1906-1945)
- Hannah Arendt (1906-1975)
- Willem Grossouw (1906-1990)
- Abraham Joshua Heschel (1907-1972)
- Johannes Verkuyl (1908-2001)
- Arnold van Ruler (1908-1970)
- Krijn Strijd (1909-1983)
- Jan van der Ploeg (priester) (1909-2004)
- Wim Aalders (1909-2005)
- Martinus Adrianus Beek (1909-1987)
- Herman Ridderbos (1909-2007)
- Dom Hélder Câmara (1909-1999)
- Johannes Willebrands (1909-2006)

Jaren 10
- Friedrich Weinreb (1910-1988)
- Moeder Teresa (1910-1997)
- Hannes de Graaf (1911-1991)
- Piet Schoonenberg (1911-1999)
- Han Fortmann (1912-1970)
- Carl F.H. Henry (1913-2003)
- Bruce Metzger (1914-2007)
- Hendrikus Berkhof (1914-1995)
- Edward Schillebeeckx (1914-2009)
- Klaas de Gier (1915-1999)
- Frère Roger Schutz (1915-2005)
- Henk van der Linde (1915-2008)
- Beyers Naudé (1915-2004)
- Derek Prince (1915-2003)
- Henri van Praag (1916-1988)
- Madathilparampil Mammen Thomas (1916-1996)
- Jan van Kilsdonk (1917-2008)
- Huub Ernst (1917-2017)
- Frank de Graaff (1918-1993)
- Arend Theodoor van Leeuwen (1918-1993)
- Billy Graham (1918-2018)
- Joanne Klink (1918-2008)
- Cornelis van der Waal (1919-1980)

Jaren 20
- Karol Wojtyla (1920-2005)
- Kees van Peursen (1920-1996)
- Willem Barnard (1920-2010)
- Catharina Halkes (1920-2011)
- Antoon Vergote (1921-2013)
- Jaap Kamphuis (1921-2011)
- Tom Naastepad (1921-1996)
- Frans Haarsma (1921-2009)
- Pinchas Lapide (1922-1997)
- José Comblin (1923-2011)
- Detmer Deddens (1923-2009)
- Jacques Dupuis (1923-2004)
- Jan van Genderen (1923-2004)
- Joseph Lescrauwaet (1923-2013)
- Jaroslav Pelikan (1923-2006)
- Karel Deddens (1924-2005)
- Paul Feyerabend (1924-1994)
- Harry Kuitert (1924-2017)
- Ernesto Cardenal (1925-2020)
- Hubertus G. Hubbeling (1925-1986)
- John B. Cobb (1925)
- James I. Packer (1926-2020)
- Johannes Bluyssen (1926-2013)
- Willem van 't Spijker (1926-2021)
- Klaas Runia (1926-2006)
- Ivan Illich (1926-2002)
- Jürgen Moltmann (1926-2024)
- Herman Wiersinga (1927-2020)
- Joseph Alois Ratzinger (1927-2022)
- Uta Ranke-Heinemann (1927-2021)
- Bert ter Schegget (1927-2001)
- Cornelis Augustijn (1928-2008)
- Donald G. Bloesch (1928)
- Mary Daly (1928-2010)
- Cornelis Graafland (1928-2004)
- Gustavo Gutiérrez (1928-2024)
- Okke Jager (1928-1992)
- Hans Küng (1928-2021)
- Friedrich-Wilhelm Marquardt (1928)
- Wolfhart Pannenberg (1928-2014)
- Willem den Toom (1928-2007)
- Harvey Cox (1929)
- Wim Koole (1929-2009)
- Casper Labuschagne (1929-2019)
- Hal Lindsey (1929)
- Anne van der Meiden (1929-2021)
- Paul Schruers (1929-2008)
- Dorothee Sölle (1929-2003)
- Wim Velema (1929-2019)

Jaren 30
- C. Peter Wagner (1930-2016)
- Morna Hooker (1931)
- Hans Jansen (1931-2019)
- Jochem Douma (1931-2020)
- Ad Simonis (1931-2020)
- Milan Opocenský (1931-2007)
- Desmond Tutu (1931-2021)
- Henri Nouwen (1932-1996)
- Joannes Gijsen (1932-2013)
- Alvin Plantinga (1932)
- Willem Zuidema (1932-2000)
- Norman Geisler (1932-2019)
- Carel ter Linden (1933)
- Huub Oosterhuis (1933-2023)
- Riet Bons-Storm (1933)
- John Dominic Crossan (1934)
- Tiny Muskens (1935-2013)
- Jakob van Bruggen (1936)
- Paul Yonggi Cho (1936)
- Nico ter Linden (1936-2018)
- Barbara Aland (1937-2024)
- Naim Ateek (1937)
- Ed Parish Sanders (1937-2022)
- Jan van der Graaf (1937-2022)
- Leonardo Boff (1938)
- Philip Krijger (1938)
- Jan ter Laak (1938-2009)
- James D.G. Dunn (1939)
- David Ray Griffin (1939)

Jaren 40
- Eugen Drewermann (1940)
- Anton Houtepen (1940-2010)
- André-Mutien Léonard (1940)
- Joop Vernooij (1940-2017)
- Hans Bouma (1941)
- Johannes Willem Maris (1941)
- Cees den Heyer (1942-2021)
- Reender Kranenborg (1942)
- Neale Donald Walsch (1943)
- Henk Vreekamp (1943-2016)
- Willem Ouweneel (1944)
- Karen Armstrong (1944)
- Antoine Bodar (1944)
- Anselm Grün (1945)
- Cor Mennen (1945)
- Sijbolt Noorda (1945)
- Peter Schmidt (1945)
- Henk Vroom (1945-2014)
- Bas Plaisier (1946)
- Bram van de Beek (1946)
- N.T. Wright (1947)
- Kune Biezeveld (1948-2008)
- David Ford (1948)
- Kees Kok (1948)
- Nicholas Thomas Wright (1948)
- Gerard den Hertog (1949)
- William Lane Craig (1949)

### Geboren 2e helft 20e eeuw
Jaren 50
- Barend Kamphuis (1950)
- John S. Kloppenborg (1951)
- George Weigel (1951)
- Marc Ellis (1952)
- Kees van der Kooi (1952)
- Evert van de Poll (1952)
- Wim Eijk (1953)
- Alister McGrath (1953)
- Ellen van Wolde (1954)
- Gerard de Korte (1955)
- Marcel Poorthuis (1955)
- Graham Ward (1955)
- Eric Peels (1956)
- Arjan Plaisier (1956)
- Chung Hyun Kyung (1957)
- Daniela Müller (1957)
- Peter Nissen (1957)
- Greg Boyd (1957)
- Ad de Bruijne (1959)
- Walther Burgering (1959)

Jaren 60
- Holkje van der Veer (1960-2022)
- Lydia Vroegindeweij (1960)
- Herman Selderhuis (1961)
- Frank Turek (1961)
- Paul Copan (1962)
- Maarten Kater (1962)
- Mitri Raheb (1962)
- Gijsbert van den Brink (1963)
- Ruard Ganzevoort (1963)
- Jacobine Geel (1963)
- Sandra Hermanus-Schröder (1963)
- Tjitze Tjepkema (1963)
- Wim van Vlastuin (1963)
- Paul van Geest (1964)
- Patrick Nullens (1964)
- Willien van Wieringen (1964)
- Franklin Jabini (1965)
- Yohanna Katanacho (1967)
- Jos Douma (1968)
- Tom Mikkers (1969)
- Stefan Paas (1969)
- Peronne Boddaert (1969-2007)

Jaren 70
- Rob Bell (1970)
- Els van der Vlist (1970)
- Hendro Munsterman (1972)
- Arenda Haasnoot (1973)
- Frank Bosman (1978)
- Arnold Huijgen (1978)
- Reinier Sonneveld (1978)

Jaren 80
- Janneke Stegeman (1980)